# Montone
Montone é uma comuna italiana da região da Umbria, província de Perugia, com cerca de 1.555 habitantes. Estende-se por uma área de 50 km², tendo uma densidade populacional de 31 hab/km². Faz fronteira com Città di Castello, Pietralunga, Umbertide.
Pertence à rede das Aldeias mais bonitas de Itália.

## Demografia
| Variação demográfica do município entre 1861 e 2011                               |
|                                                                                   |
| Fonte: Istituto Nazionale di Statistica (ISTAT) - Elaboração gráfica da Wikipedia |